# 岩谷テンホー
岩谷 テンホー（いわたに てんほー、1954年9月30日 - ）は、日本の漫画家。本名は岩谷芳朗。代表作は『みこすり半劇場』。長崎県出身。

## 略歴
長崎県南松浦郡新上五島町（旧奈良尾町）出身。長崎県立長崎工業高等学校卒業。大手印刷会社で漫画雑誌の写真製版の仕事をしていた。届く4コマ漫画の原稿を読み、俺にも書けると一念発起し、1985年に31歳でデビューした。1986年から2002年まで週刊プレイボーイに『マグニチュード9.99』を長期連載した。担当が元少年ジャンプの編集者であったこともあり、作画やアイディア出しのアドバイスをたくさんもらい、インタビューでは育ててくれた雑誌と述べている。
その後東スポアダルト面で4コマ漫画の連載をスタート。作中に下ネタを入れだすのはここからとなる。
自身では作風を「『サザエさん』の世界にお色気を持ち込んだもの」と述べている。

## 作風
いわゆる下ネタかブス女をオチや題材に持ってくる作風がほとんどでかつ専門的にこれらの4コマ作品を描き続けているため、イメージが定着している。小道具としてナスやキュウリなどを(性具代わりに)使うといったギャグも非常に多い。しかし長年人気を維持しており、「偉大なるマンネリ」と例えられる作風である。
当然ながら作品発表の場はお色気ものの4コマ雑誌(艶笑4コマ誌)か、青年漫画誌に限られているが、過去にはごく稀にファミリー向けの4コマ誌にゲスト作家として招かれたこともあった。そのときの雑誌の予告には「あの岩谷テンホーがファミリー向け4コマ誌に!大丈夫か？」などといったコピーが掲載された。このようなケースの作品では当然ながら下ネタは描かれなかったものの、その分作者独特の毒気のある作風が存分に発揮されていた。

## 作品リスト
- みこすり半劇場…ぶんか社発行の4コマ誌（4コマ漫画専門雑誌）ならびに同誌掲載の漫画のタイトル。正式名称は「岩谷テンホーのみこすり半劇場」。「東京スポーツ」（中京スポーツ／大阪スポーツ／九州スポーツ） におなじく同名の4コマ漫画を連載中。派生作品としてみこすり半劇場必殺、みこすり半劇場タイフーン、みこすり半劇場タイフーン、みこすり半劇場ファミリー編、みこすり半劇場ぶっ飛びなどがある。

2007年10月4日にフジテレビ系列で放送された「とんねるずのみなさんのおかげでした 」のコーナー「博士と助手〜細かすぎて伝わらないモノマネ選手権〜」で、ダイノジが「東スポの裏に連載している4コマ漫画で作者の岩谷テンホーが行き詰まった時に描くパターン（忍者編＆家族編）」という物まねを行なった。
2013年3月にリバプールよりオリジナルアニメDVDがセブン-イレブン限定で発売される。まがりひろあき監督。
- テンホー注意報 本ナマ 赤貝編
- テンホー注意報 本ナマ 青筋編
- テンホーの第3の足
- テンホー漬
- テンホーのすっぽん横町
- 生しぼりテンホー劇場

極生しぼりテンホー劇場
激生しぼりテンホー劇場
特選!生しぼりテンホー劇場
- 東京コンニャ区

東京コンニャ区 今昔お笑い天国
- かずのこ伝書

かずのこ大全
- はまぐり草子

はまぐり絵巻全集
- タバスコシャワー
- まぜごはん
- リビ道
- ダボパン
- おまかせナース天国
- あわびの涙
- 愛のカリブト（ワニマガジン社『アクションカメラ』）
- タバスコシャワー
- ダボパン
- たまんて箱
- テンパーくん
- はみチン波止場（週刊実話連載終了）
  - 新はみチン波止場（週刊実話連載）
- 岩谷テンホーのまんずの河（週刊プレイボーイ連載終了）
- マグニチュード9.99（週刊プレイボーイ連載終了）
- 動物性おつゆ（週刊ヤングサンデー連載終了）

## 書籍
- 『みこすり半劇場』第1ー13集 日本文華社・ぶんか社, 1988-96

みこすり半劇場 刑事編 (Bunka comicsデラックス)ぶんか社, 1992.12
みこすり半劇場 時代劇編 1-2(Bunka comicsデラックス ぶんか社, 1992-94
みこすり半劇場 ファミリー編 1-2(Bunka comicsデラックス) ぶんか社, 1993-94
みこすり半劇場 青春編 (Bunka comicsデラックス) ぶんか社, 1993.2
みこすり半劇場 病院編 (Bunka comicsデラックス) ぶんか社, 1993.3
みこすり半劇場 カップル編 (Bunka comicsデラックス ぶんか社, 1996.4
みこすり半劇場 アドベンチャー編 (Bunkasha comics) ぶんか社, 1996.8
岩谷テンホーのまるごとみこすり半劇場 (みこすり半劇場増刊) ぶんか社, 2006-07
みこすり半劇場 タイフーン ぶんか社, 2006.11
みこすり半劇場 ハリケーン ぶんか社, 2006.11
完本みこすり半劇場 (BUNKASHA COMICS) ぶんか社, 2015.4
大盛!!みこすり半劇場昇り竜 (Bunkasha comics) ぶんか社, 2015.5
大盛!!みこすり半劇場太鼓判 (Bunkasha comics) ぶんか社, 2016.10
大盛!!みこすり半劇場うっちゃり (Bunkasha comics) ぶんか社, 2016.2
大盛!!みこすり半劇場絶頂 (Bunkasha comics) ぶんか社, 2017.12
大盛!!みこすり半劇場右手で (Bunkasha comics) ぶんか社, 2017.4
大盛!!みこすり半劇場うず潮 (Bunkasha comics) ぶんか社, 2018.7
大盛!!みこすり半劇場エビ反り (Bunkasha comics) ぶんか社, 2019.1
大盛!!みこすり半劇場くい込み (Bunkasha comics) ぶんか社, 2019.8
大盛!!みこすり半劇場バズーカ (Bunkasha comics) ぶんか社, 2020.1
大盛!!みこすり半劇場突進 (Bunkasha comics) ぶんか社, 2020.8
大盛!!みこすり半劇場 2021 (Bunkasha comics) ぶんか社, 2021.11
大盛!!みこすり半劇場反撃 (Bunkasha comics) ぶんか社, 2021.4
- 『タバスコシャワー』1-2 (マンサンコミックス) 実業之日本社, 1989-90
- 『Magnitude 9.99 : 全方位激震ギャグ』1-5 (プレイボーイ・ギャグ・コミックス) 集英社, 1991-94
- 『リビ道』第1-3巻 実業之日本社, 1992
- 『岩谷テンホ～のはまぐり草子』第1-2巻 (マンサンコミックス) 実業之日本社, 1992-93
- 『テンホーの第3の足』ぴいぷる社, 1994.1
- 『テンホー漬』ぶんか社, 1995.6
- 『岩谷テンホーのまんずの河』第1巻 (プレイボーイ・ギャグ・コミックス) 集英社, 1996.10 <Y84-G1980>
- 『たま(ん)て箱』第1-2巻 (Bun bun comics) 未来出版, 1996.10
- 『カリブト』1-2 (ジャンプ・コミックスデラックス) 集英社, 1996-98
- 『東京コンニャ区』(Bun bun comics) 未来出版, 1997.7
- 『まぜごはん』v.1 (マンサンQコミックス) 実業之日本社, 2002.11
- 『テンホー本ナマ注意報 赤貝編』未来出版, 2003.11
- 『はまぐり絵巻 完全版』v.1-2 (マンサンQコミックス) 実業之日本社, 2003.

はまぐり絵巻全集 地の巻・天の巻 (マンサンQコミックス) 実業之日本社, 2004
- 『テンホー本ナマ注意報 青筋編』未来出版, 2004.1
- 『動物性おつゆ』1-3 (Young sunday comics special) 小学館, 2004-07
- 『おまかせナース天国』未来出版, 2004.7
- 『テンホーのすっぽん横町』未来出版, 2005.12
- 『とんびの島から』(愛蔵版コミックス. ふんわりジャンプ) 集英社, 2018.4

## アーケードゲーム
- 麻雀コミック劇場（ダイナックス）
- 笑いの麻雀エンジェルス（ダイナックス）

## 出演

### ラジオ
- 福山雅治の魂のラジオにゲスト出演したことがある。

### ウェブテレビ
- 宇宙一せまい授業!（あっ!とおどろく放送局-2007年）